# Ambulanță Pompierii SMURD

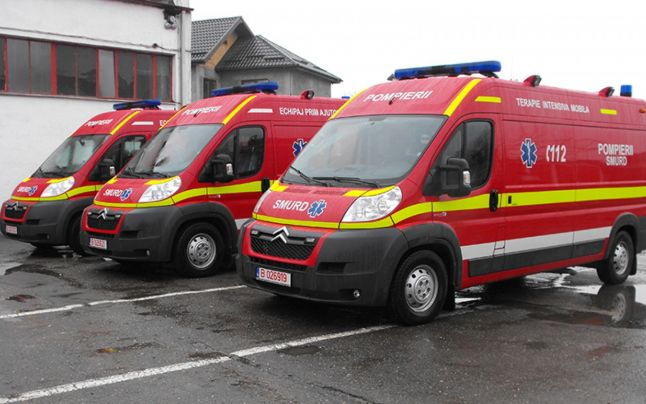
Mașini de intervenție ale SMURD

Ambulanță Pompierii SMURD este ambulanța destinată intervenției de urgență și transportului medical asistat al pacienților. Ea poate fi, după caz, utilizată în acordarea primului ajutor calificat sau în acordarea asistenței medicale de urgență.

## Dotare
Dotarea ambulanței tip B este formată din echipamente și materiale sanitare care includ, după caz, un defibrilator semiautomat sau un defibrilator manual și medicamentele necesare resuscitării și acordării asistenței medicale de urgență.

## Echipaj ambulanță
Echipajul de prim ajutor este formate din cel puțin 3 persoane cu pregătire paramedicală din structura inspectoratelor pentru situații de urgență, Unitatea Specială de Intervenție în Situații de Urgență și/sau din structura autorităților publice locale. Echipajele pot include și personal voluntar special pregătit.

## Despre SMURD
Serviciul mobil de urgență, reanimare și descarcerare, denumit în continuare SMURD - unitatea de intervenție publică integrată, de importanță strategică, fără personalitate juridică, având în structura sa echipe integrate de reanimare, specializate în acordarea asistenței medicale și tehnice de urgență, precum și echipe cu personal paramedical, specializat în acordarea primului ajutor calificat. SMURD funcționează în cadrul inspectoratelor pentru situații de urgență, având ca operator aerian structurile de aviație ale Ministerului Afacerilor Interne, în colaborare cu spitalele județene, regionale și cu autoritățile publice locale.